# Dix (Nowy Jork)
Dix – miasto w Stanach Zjednoczonych, w stanie Nowy Jork, w hrabstwie Schuyler.